# Niloofar Hamedi
Niloofar Hamedi (persa: نیلوفر حامدی)  (Babul, 22 d'octubre de 1992) és una periodista iraniana que el 21 de setembre de 2022 fou detinguda per ser una de les primeres a revelar la detenció i mort de Mahsa Amini a mans de la policia moral iraniana. Fou arrestada al matí a casa seva i traslladada a la presó del barri d'Evin, a Teheran, juntament amb la també reportera Fatemeh Rajabi i la fotògrafa Yalda Meiri; segons el diari nacional Shargh, per al qual Hamedi treballava i que fou el primer mitjà de comunicació que informà del cas. La policia iraniana registrà casa seva i va confiscar-li diverses possessions. A més, el seu perfil a Twitter va ser suspès després de la detenció, però no quedà clar si fou per requeriment legal o per una campanya de denúncies a la plataforma de Twitter.